# Howrah
Howrah (també Haora i Habara, en bengali: হাওড়া Haoṛa) és una ciutat i corporació municipal de l'estat de Bengala Occidental, Índia, capital del districte d'Howrah i de la subdivisió d'Howrah. Està situada a la dreta del riu Hooghly, a l'altra banda de Calcuta. Inclou entre altres suburbis els de Sibpur, Ghusuri, Salkhia, i Ramkrishnapur, i és de fet un gran suburbi industrial de Calcuta. És la segona ciutat de Bengala Occidental. El nom deriva d'Haor (lloc humit). Està situada a 22° 34′ 25″ N, 88° 19′ 30″ E / 22.5736296°N,88.3251045°E. Segons el cens del 2001 la població era d'1.008.704 habitants.

## Història
Al segle xvi hi havia un gran mercat regional que anava de Betor (o Bator) a Sibpur; els portuguesos comerciaven a Betor i portaven les mercaderies en vaixells a Satgaon. El viatger venecià Ceasare de Federici va estar a la zona el 1565-1579 i esmenta una vila de nom Buttor que era probablement Betor que hauria visitat el 1578. Al final del segle Betor fou abandonada en favor de Sutanuti, al lloc de la moderna Calcuta.
El 1713 la Companyia Britànica de les Índies Orientals va demanar a l'emperador l'establiment a 5 pobles a l'oest del riu Hugli i 33 a l'est. Els cinc de la part oest eren: Salica (Salkia), Harirah (Howrah), Cassundeah (Kasundia), Ramkrishnopoor (Ramkrishnapur), i Battar (Bator), totes a la rodalia de Howrah i a aquesta mateix, però l'emperador va accedir pels 33 de l'altre costat però no per aquestos cinc. Llavors la zona era propietat de dos zamindars, el de Burdwan i el de Muhammad Aminpur. Després de la batalla de Plassey un tractat amb el nawab de Bengala Mir Kasim d'11 d'octubre de 1760, va cedir als britànics el que després fou el districte d'Howrah (llavors part del districte de Burdwan).
El poblet d'Howrah era propietat el 1785 d'un anglès de cognom Lovett, que no el considerava de profit i hi va renunciar. Poc després el 1787 es va començar a organitzar el districte d'Hooghly; Howrah va restar part de Burdwan fins al 1819 quan fou afegit al d'Hooghly. Degut al comerç de la sal, establert pel govern del districte dins els limits de la vila d'Howrah, aquesta va prosperar, i ho va fer tant que el 1843 fou erigida en capital de districte separat. El 1853 fou estació termini de la East Indian Railway (Ferrocarril de l'Índia Oriental) la primera secció del qual fou obert al tràfic el 1854. El 1862 es va crear la municipalitat. El 1874 es va obrir un pont que va millorar la comunicació amb Calcuta. Es van desenvolupar les indústries i els serveis; els treballs en corda a Ghusurl i Shalimar, són de les indústries més antigues; després va seguir la metal·lúrgia amb foneries i treballs d'enginyeria i després el cotó i tèxtils.
Bally fou inicialment part de Howrah però després es va erigir en municipi separat (1883). La població de la ciutat va créixer de 84.069 el 1872 a 90.813 el 1881, 116.606 el 1891 i 157.594 el 1901. El 74% eren hindús i el 25% musulmans. L'anomenat nou pont d'Howrah (o Rabindra Setu), construït el 1965, i el segon pont del Hooghly o Vidyasagar Setu, construït el 1992, i la nova estació d'Howrah (del 1954), són llocs característics de la ciutat. El 1980 va esdevenir Corporació Municipal per llei del govern de l'estat amb cinc seccions (wards) cadascun dels quals elegeix un conseller.

## Barris i llocs interessants

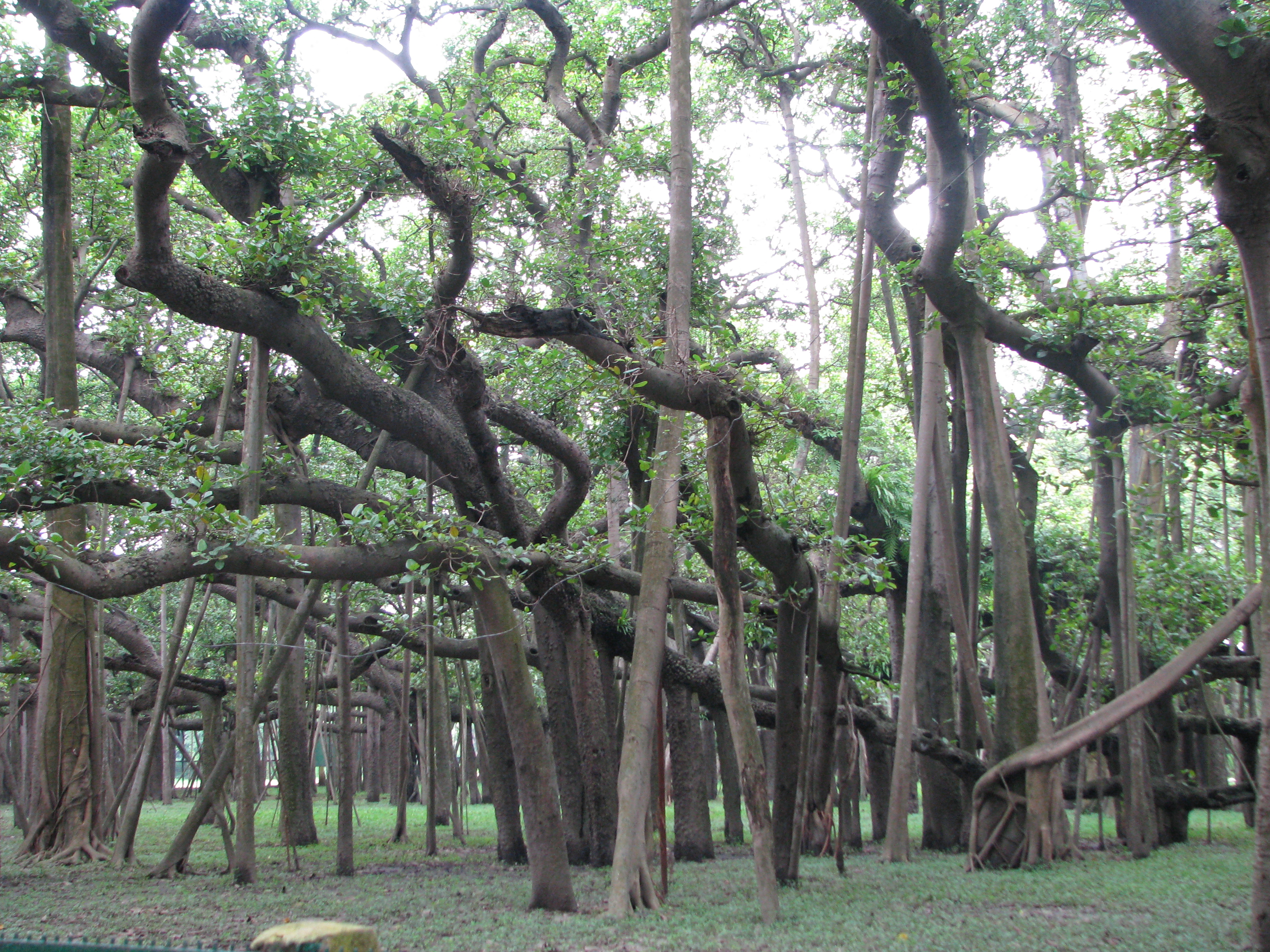
El gran banià

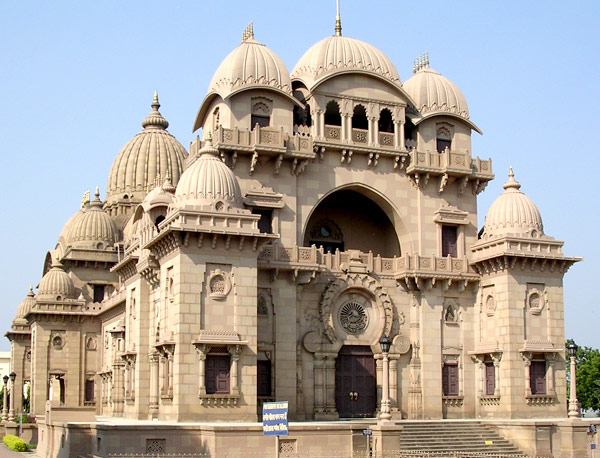
Temple Ramakrishna de 1898

- Barri de Shibpur al sud amb el gran banià, suposadament el més gran del món, i els Jardins Botànics.
- Temple de Rama a Ramrajatala.
- Llac Santragachhi Jheel i estació de Santragachi R.
- Estació d'Howrah, de 1954.
- Nou pont d'Howrah o Rabindra Setu, construït el 1965.
- Segon pont del Hooghly o Vidyasagar Setu, construït el 1992.